# Sympherta canaliculata
Sympherta canaliculata là một loài tò vò trong họ Ichneumonidae.